# Denemarken op het Eurovisiesongfestival 1965
Denemarken nam deel aan het Eurovisiesongfestival 1965 in Italië. Het was de negende deelname van het land op het Eurovisiesongfestival.

## Selectieprocedure
Danmarks Radio hield voor de eerste (en enige) keer geen nationale finale om de Deense kandidaat voor het Eurovisiesongfestival aan te duiden. Intern werd voor de zangeres Birgit Brüel gekozen en ze nam deel met het lied For din skyld. Op het songfestival in Napels eindigde zij met tien punten op de zevende plaats.
1957 · 1958 · 1959 · 1960 · 1961 · 1962 · 1963 · 1964 · 1965 · 1966 · 1967-1977 · 1978 · 1979 · 1980 · 1981 · 1982 · 1983 · 1984 · 1985 · 1986 · 1987 · 1988 · 1989 · 1990 · 1991 · 1992 · 1993 · 1994 · 1995 · 1996 · 1997 · 1998 · 1999 · 2000 · 2001 · 2002 · 2003 · 2004 · 2005 · 2006 · 2007 · 2008 · 2009 · 2010 · 2011 · 2012 · 2013 · 2014 · 2015 · 2016 · 2017 · 2018 · 2019 · 2020 · 2021 · 2022 · 2023 · 2024 · 2025